# Roussac
Roussac (tiếng Occitan: Rossac) là một xã của tỉnh Haute-Vienne, thuộc vùng Nouvelle-Aquitaine, miền trung nước Pháp.